# Museu Maçónico Português

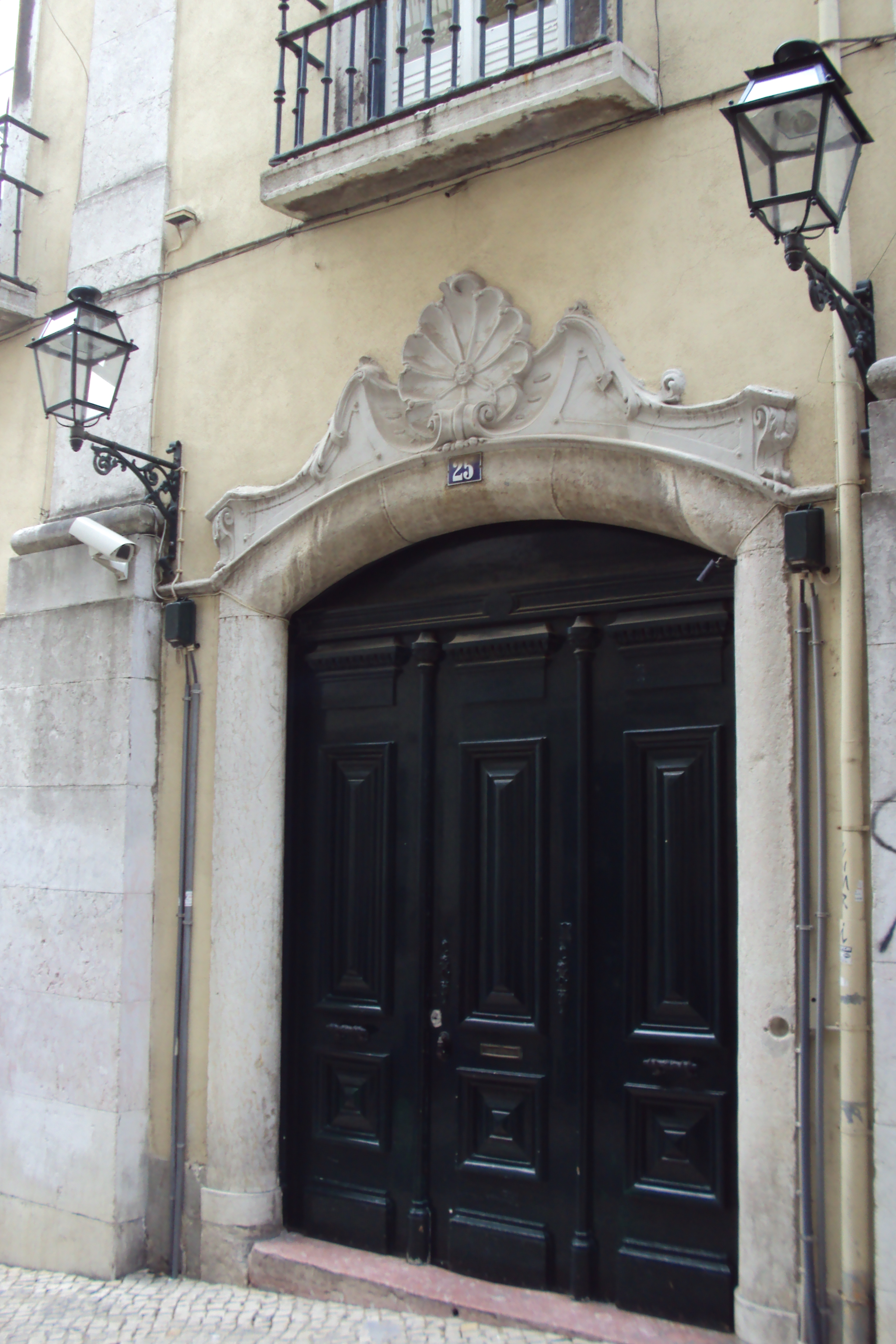
Entrada do Grémio Lusitano e do Museu Maçónico

O Museu Maçónico Português é um museu fundado em 1984, em Lisboa, no Bairro Alto, estando instalado na sede do Grande Oriente Lusitano, uma obediência maçónica fundada em 1802.
Desde então viu evoluir não apenas as suas funções e práticas como também o seu espólio museológico.
Inicialmente o Museu era constituído por peças devolvidas pelo Estado ao Grande Oriente Lusitano, tendo sido ampliado com peças doadas por muitos maçons portugueses.
O Museu Maçónico Português, é hoje membro institucional do ICOM (International Council of Museums) e publica edições gráficas das exposições que promove em parceria com entidades e temas relacionados com a Maçonaria.
Encontra-se aberto ao público, de segunda a sexta-feira, das 14:30 às 17:30 horas.